# تاشا اسمیت
تاشا اسمیت (به انگلیسی: Tasha Smith) (زاده ۲۸ فوریهٔ ۱۹۷۱) بازیگر آمریکایی است.
از فیلم‌های معروف او می‌توان به بازی در فیلم همه ده یارد، شما، من و دوپری، خانه شیشه‌ای: مادر خوب، دولمایت اسم من است، فرار زوج‌ها، رهایی و معتاد اشاره کرد.